# Сагино Тауншип Саут (Мичиген)
Сагано Тауншип Саут (енгл. Saginaw Township South) град је у америчкој савезној држави Мичиген.

## Демографија
По попису из 2000. године број становника је 13.801.
| Група             | 2000.          | 2010.    |
| Белци             | 12.003 (87,0%) | 0 (0,0%) |
| Афроамериканци    | 740 (5,4%)     | 0 (0,0%) |
| Азијати           | 270 (2,0%)     | 0 (0,0%) |
| Хиспаноамериканци | 609 (4,4%)     | 0 (0,0%) |
| Укупно            | 13.801         | 0        |